# Мисс супранешнл 2010
Мисс Супранешнл 2010 (англ. Miss Supranational 2010) — 2-й ежегодный конкурс красоты, проводился 28 августа 2010 года в Amfiteatr w Płocku, Плоцк, Польша. За победу на нём соревновалось 66 претенденток. Победительницей стала представительница Панамы — Карина Пинилья.

Страны-участницы конкурса «Мисс Супранешнл» — 2010

## Результаты
| Итоговый результат   | Участница |
| -------------------- | --- |
| Мисс Супранешнл 2010 | - Панама – Карина Пинилья |
| 1-я Вице-мисс        | - Чехия – Хана Верна |
| 2-я Вице-мисс        | - Словения – Сандра Маринович |
| 3-я Вице-мисс        | - Перу – Клаудия Вильяфуэрте |
| 4-я Вице-мисс        | - Таиланд – Майтхэви Бурапаринг |
| Топ 20               | - Албания – Аниса Мукай - Бельгия – Хлоя Де Гроот - Бразилия – Лучиана Бертолини - Финляндия – Джоанна Альбак - Гамбия – Фату Хан - Греция – Маргарита Папандреу - Гондурас – Лесли Кристопфф - Колумбия – Диана Мартин - Республика Корея – Су Юнг Ю - Литва – Игл Стандтайт - Польша – Анна Ямроз - Португалия – Оливия Ортиз - Россия – Евгения Щербакова - Румыния – Лаура Барзуйо - Венесуэла Лакшми Родригес |

## Континентальные королевы красоты
| Континент      | Участница                     |
| -------------- | ----------------------------- |
| Африка         | - Гамбия – Фату Хан           |
| Америка        | - Венесуэла – Лакшми Родригес |
| Азия и Океания | - Республика Корея – Су Юнг Ю |
| Европа         | - Польша – Анна Ямроз         |

## Специальные награды
| Итоговый результат         | Победительница                      |
| -------------------------- | ----------------------------------- |
| Мисс элегантность          | - Швеция – Нина Шелин               |
| Мисс фотогеничность        | - Словения – Сандра Маринович       |
| Мисс интернет              | - Бельгия – Хлоя Де Гроот           |
| Мисс дружба                | - Канада – Паблита Томас            |
| Мисс личность              | - Багамские Острова – Джанай Пифром |
| Мисс талант                | - Шотландия – Эмма Блайт            |
| Мисс Топ Модель            | - Россия – Евгения Щербакова        |
| Лучшее тело                | - Финляндия – Йоханна Альбак        |
| Лучший национальный костюм | - Панама – Карина Пинилья           |

## Участницы
| Страна                   | Участница                              | Возраст | Рост (см) | Родной город/регион    |
| ------------------------ | -------------------------------------- | ------- | --------- | ---------------------- |
| Албания                  | Аниса Мукай                            | 18      | 178       | Тирана                 |
| Англия                   | Клэр Луиза Каттералл                   | 25      | 179       | Лондон                 |
| Армения                  | Лилит Карапетян                        | 18      | 174       | Ереван                 |
| Багамские Острова        | Джанай Пифром                          | 23      | 182       | Нассау                 |
| Беларусь                 | Алена Циарения                         | 23      | 173       | Минск                  |
| Бельгия                  | Хлоя Де Гроот                          | 24      | 181       | Брюссель               |
| Боливия                  | Даниэла Торрес Солиз                   | 20      | 176       | Бени                   |
| Бразилия                 | Лучиана Сильвия де Соуза Рейс          | 24      | 175       | Белу-Оризонти          |
| Болгария                 | Цветомира Лютова                       | 25      | 175       | Ловеч                  |
| Китай                    | Дэн Чжэн                               | 22      | 176       | Пекин                  |
| Хорватия                 | Кристина Езерник                       | 19      | 175       | Риека                  |
| Чехия                    | Хана Верна                             | 21      | 174       | Прага                  |
| Дания                    | Хелле Мэдсен                           | 19      | 173       | Виборг                 |
| Доминиканская Республика | Дарлинг Круз                           | 21      | 178       | Орландо                |
| Эквадор                  | Клаудия Елена Шисс Фретц               | 20      | 172       | Санта-Крус             |
| Эстония                  | Этери Либ                              | 21      | 173       | Таллин                 |
| Финляндия                | Джоанна Альбак                         | 22      | 173       | Турку                  |
| Франция                  | Селия Эстель Беттингер                 | 18      | 171       | Земли Луары            |
| Гамбия                   | Фату Хан                               | 20      | 179       | Банжул                 |
| Греция                   | Маргарита Папандреу                    | 21      | 177       | Афины                  |
| Грузия                   | Нино Джанидзе                          | 20      | 176       | Бакуриани              |
| Гватемала                | Clara Jennifer Chiong Estrada          | 26      | 170       | Гватемала              |
| Гвинея                   | Жасмин Шоберг Сидибе                   | 19      | 180       | Jorlanda               |
| Гаити                    | Лина Рейес                             | 23      | 175       | Санто-Доминго          |
| Испания                  | Ицасне Эинса Гомес                     | 21      | 175       | Доностия-Сан-Себастьян |
| Нидерланды               | Натали ден Деккер                      | 21      | 168       | Oosterhout             |
| Гондурас                 | Лесли Габриэла Молина Кристофф         | 23      | 173       | Сан-Педро-Сула         |
| Ирак                     | Сандра Анер Агаб                       | 20      | 176       | Багдад                 |
| Ирландия                 | Шейла Линч                             | 22      | 178       | Дублин                 |
| Исландия                 | Анита Хьярдардоттир                    | 23      | 174       | Рейкьявик              |
| Япония                   | Миу Фудзинага                          | 21      | 170       | Токио                  |
| Камерун                  | Эстель Эсам                            | 25      | 168       | Дуала                  |
| Канада                   | Паблита Томас                          | 25      | 175       | Торонто                |
| Колумбия                 | Диана Марсела Марин Пьедрахита         | 22      | 173       | Медельин               |
| Республика Корея         | Су Юнг Ю                               | 22      | 171       | Чолла-Пукто            |
| Республика Косово        | Чжуе Неза                              | 20      | 170       | Приштина               |
| Литва                    | Игл Стандтайт                          | 20      | 177       | Каунас                 |
| Латвия                   | Анния Алватере                         | 19      | 172       | Рига                   |
| Северная Македония       | Матея Ристовская                       | 19      | 174       | Скопье                 |
| Мали                     | Линда Саного                           | 20      | 174       | Орхус                  |
| Мексика                  | Ярели Рамирес Кота                     | 19      | 172       | Навохоа                |
| Молдова                  | Дойна Косчюг                           | 19      | 178       | Кишинёв                |
| Германия                 | Майке Фролингсдорф                     | 21      | 173       | Бергиш-Гладбах         |
| Нигерия                  | Шерил Джон                             | 22      | 168       | Абуджа                 |
| Новая Зеландия           | Кэнди Берри                            | 22      | 168       | Mount Maunganui        |
| Панама                   | Карина Пинилья Корро                   | 25      | 175       | Chitré                 |
| Парагвай                 | Александра Фретес Монталегре           | 23      | 177       | Асунсьон               |
| Перу                     | Клаудия Вильяфуэрте Вайро              | 21      | 175       | Лима                   |
| Польша                   | Анна Ямроз                             | 22      | 179       | Румя                   |
| Португалия               | Оливия Ортиз                           | 23      | 173       | Лиссабон               |
| Пуэрто-Рико              | Кеция Паяно                            | 18      | 175       | Сан-Хуан               |
| Россия                   | Евгения Щербакова                      | 25      | 175       | Владивосток            |
| Румыния                  | Лаура Барзуйо                          | 22      | 176       | Брашов                 |
| Сербия                   | Майя Дмитриевич                        | 19      | 185       | Белград                |
| Словакия                 | Яна Мутнанска                          | 22      | 171       | Братислава             |
| Словения                 | Сандра Маринович                       | 22      | 178       | Трбовле                |
| Шотландия                | Эмма Блайт                             | 23      | 168       | Эдинбург               |
| Швеция                   | Нина Шелин                             | 18      | 172       | Стокгольм              |
| Китайская Республика     | Ху Я-Хан                               | 23      | 169       | Тайбэй                 |
| Таиланд                  | Майтхэви Бурапаринг                    | 24      | 175       | Бангкок                |
| Турция                   | Наз Йылдыз                             | 19      | 182       | Анкара                 |
| Украина                  | Алона Лящук                            | 20      | 176       | Киев                   |
| Уэльс                    | Хлоя Уитток                            | 21      | 172       | Кардифф                |
| Венесуэла                | Лакшми Родригес де ла Сьерра Солорзано | 24      | 179       | Каракас                |
| Италия                   | Лиза Вистентин                         | 25      | 176       | Эраклея                |
| Венгрия                  | Зита Зеллер                            | 22      | 176       | Будапешт               |

## Разное

### Дебютировали
| - Армения - Бельгия - Боливия - Эстония - Финляндия - Грузия - Гвинея - Гаити - Испания - Нидерланды - Ирак - Ирландия - Исландия - Япония - Камерун - Канада - Колумбия - Республика Корея | - Северная Македония - Мали - Мексика - Нигерия - Новая Зеландия - Парагвай - Португалия - Пуэрто-Рико - Сербия - Швеция - Таиланд - Турция - Уэльс - Венгрия - Италия |

### Отказались от участия
- Азербайджан
- Кипр
- Северная Ирландия
- Казахстан
- Вьетнам

## Примечание

### Замены
- Доминиканская Республика – Emilia Riva
- Камерун – Johana Medjo Akamba
- Мексика – Ana Sofí García
- Словакия – Hana Kikova
- Уэльс – Bryoni Williams

### Сняли своё участие
Дебют
- Австралия – Aley Greenblo
- Белиз – Fiona Usher
- Босния и Герцеговина – Kristina Markovic
- Черногория – Adrijana Vujovic
- Коста-Рика – Allison Alfaro

Вернулись
- Северная Ирландия – Nicola Cowel